# Comitato provinciale per l'ordine e la sicurezza pubblica
Il comitato provinciale per l'ordine e la sicurezza pubblica (C.P.O.S.P.) è un organo collegiale dello Stato italiano, avente funzioni consultive, istituito presso ogni prefettura-ufficio territoriale del governo.

## Composizione
Ai sensi dell'art. 20 della legge 1º aprile 1981 n. 121, il comitato provinciale per l'ordine e la sicurezza pubblica è presieduto dal prefetto ed è composto:
- dal questore;
- dal sindaco del comune capoluogo di provincia;
- dal presidente della provincia;
- dai comandanti provinciali dei Carabinieri e della Guardia di Finanza;
- dai sindaci degli altri comuni interessati, quando devono trattarsi questioni riferibili ai rispettivi ambiti territoriali.

Il prefetto può chiamare a partecipare alle sedute del comitato le autorità locali di pubblica sicurezza e i responsabili delle amministrazioni dello Stato e degli enti locali interessati ai problemi da trattare, nonché, d'intesa con il procuratore della Repubblica competente, componenti dell'ordine giudiziario.
Per ragioni di particolare tecnicismo o riservatezza delle materie trattate, i prefetti usano convocare con maggiore frequenza rispetto al Comitato ordine e sicurezza pubblica una riunione dei soli vertici provinciali delle forze di polizia, chiamata nell'uso quotidiano "Riunione tecnica di coordinamento" (R.T.C.)

## Competenze
Il comitato provinciale per l'ordine e la sicurezza pubblica è un organo di consulenza (facoltativa e non vincolante) del prefetto per l'esercizio delle sue attribuzioni di autorità di pubblica sicurezza a livello provinciale.
Tra le altre competenze, il comitato è chiamato, secondo l'art. 143, comma 3, del decreto legislativo 18 agosto 2000 n. 267, a esprimere parere al prefetto, prima che questi rediga la relazione al Ministero dell'interno con la quale propone lo scioglimento di un consiglio comunale o provinciale oppure degli organi di vertice di altro ente locale, quale un'azienda sanitaria locale, ai sensi degli articoli 143-146 del medesimo decreto legislativo.